# Финал Кубка России по футболу 2004
Финал Кубка России по футболу 2004 — 12-й финальный матч в истории розыгрышей Кубка России по футболу, который состоялся 29 мая 2004 года на московском стадионе «Локомотив». В финале играли грозненский «Терек» и самарские «Крылья Советов» — это был первый в истории Кубка России финал, в котором не было команд из Москвы или Санкт-Петербурга (второй такой финал состоялся спустя 10 лет). Также это был первый финал с участием клубов, прежде вообще не доходивших до этой стадии Кубка России. Матч показывался на телеканале НТВ+.
Встреча завершилась победой «Терека» со счётом 1:0, единственный гол в компенсированное время забил Андрей Федьков. «Терек» не только выиграл первый в своей истории российский трофей, но и стал первой командой — обладательницей Кубка России, игравшей на момент финала в первом дивизионе.

## Путь к финалу
«Терек» дебютировал в Первом дивизионе ПФЛ в 2003 году, куда он пробился с 4-го места из Второго дивизиона зоны «Юг», вследствие чего начинал турнир с этапа 1/32 финала. Начиная с 1/16 финала, все этапы проходили в двухматчевом формате (дальше проходил победитель по сумме двух встреч). По ходу розыгрыша на пути к финалу грозненцами были выбиты нальчикский «Спартак», новороссийский «Черноморец», краснодарская «Кубань», волгоградский «Ротор» и ярославский «Шинник». Уверенности «Тереку» придавало и выступление в Первом дивизионе ПФЛ в 2004 году, когда команда уверенно выиграла чемпионат, набрав 100 очков, и вышла впервые в своей истории в Премьер-Лигу, выдав серию из 21 матча без поражений, а её нападающий Андрей Федьков забил 38 мячей, став лучшим бомбардиром сезона.
«Крылья Советов» дебютировали на стадии 1/16 финала как клуб РФПЛ, пройдя ижевский «Газовик-Газпром», петербургский «Зенит», столичные ЦСКА и «Торпедо-Металлург».
| Терек           | Терек                     | Терек          | Терек          | Терек       | Крылья Советов | Крылья Советов | Крылья Советов   | Крылья Советов             | Крылья Советов  |
| Дата            | Соперник                  | Счёт           | Общий счёт     | Стадия      | Стадия         | Общий счёт     | Счёт             | Соперник                   | Дата            |
| --------------- | ------------------------- | -------------- | -------------- | ----------- | -------------- | -------------- | ---------------- | -------------------------- | --------------- |
| 24 августа 2003 | Спартак (Нальчик)         | 3:1 — в гостях | 3:1 — в гостях | 1/32 финала | 1/32 финала    | —              | —                | —                          | —               |
| 14 октября 2003 | Черноморец (Новороссийск) | 2:0 — дома     | 3:1            | 1/16 финала | 1/16 финала    | 6:1            | 4:0 — в гостях   | Газовик-Газпром (Ижевск)   | 14 октября 2003 |
| 5 ноября 2003   | Черноморец (Новороссийск) | 1:1 — в гостях | 3:1            | 1/16 финала | 1/16 финала    | 6:1            | 2:1 — дома       | Газовик-Газпром (Ижевск)   | 5 ноября 2003   |
| 17 марта 2004   | Кубань (Краснодар)        | 3:0 — в гостях | 4:1            | 1/8 финала  | 1/8 финала     | 1:1(гв)        | 0:0 — дома       | Зенит (Санкт-Петербург)    | 9 ноября 2004   |
| 24 марта 2004   | Кубань (Краснодар)        | 1:1 — дома     | 4:1            | 1/8 финала  | 1/8 финала     | 1:1(гв)        | 1:1 — в гостях   | Зенит (Санкт-Петербург)    | 6 марта 2004    |
| 14 апреля 2004  | Ротор (Волгоград)         | 0:2 — дома     | 3:2            | 1/4 финала  | 1/4 финала     | 3:1            | 2:1 — дома       | ЦСКА (Москва)              | 14 апреля 2004  |
| 21 апреля 2004  | Ротор (Волгоград)         | 3:0 — в гостях | 3:2            | 1/4 финала  | 1/4 финала     | 3:1            | 1:0 — в гостях   | ЦСКА (Москва)              | 21 апреля 2004  |
| 5 мая 2004      | Шинник (Ярославль)        | 0:0 — дома     | 2:1            | 1/2 финала  | 1/2 финала     | 4:2            | 1:1 — в гостях   | Торпедо-Металлург (Москва) | 5 мая 2004      |
| 12 мая 2004     | Шинник (Ярославль)        | 2:1 — в гостях | 2:1            | 1/2 финала  | 1/2 финала     | 4:2            | 3:1(д.в.) — дома | Торпедо-Металлург (Москва) | 12 мая 2004     |

## Ход игры
В начале первого тайма обе команды играли от обороны, совершая большой процент брака в передачах, однако от обороны в первом тайме в итоге больше играл именно «Терек», отдавший инициативу и территориальное преимущество. На 8-й минуте у «Крыльев» нанёс опасный дальний удар Огнен Короман, но мяч прошёл выше ворот, а затем после индивидуального прохода Андрея Каряки и мощного удара неудачно сыграл на добивании Робертас Пошкус. На 28-й минуте Пошкус не смог замкнуть прострел капитана самарцев Андрея Тихонова, который из-за травмы был заменён на 40-й минуте, а на последней минуте Короман пробил выше ворот из выгодной позиции. Преимущественно все опасные моменты возникали в результате сольных проходов и дальних ударов.
Во втором тайме «Терек» сумел перехватить инициативу: на 47-й минуте полузащитник Денис Клюев пробил метров с 30 опасно над перекладиной, а через несколько минут навес Дмитрия Хомухи завершился ударом головой Андрея Федькова рядом со штангой. Однако после 68-й минуты у «Крыльев» появились четыре стопроцентных голевых момента. Так, сначала после фола против Огнена Коромана Андрей Каряка, исполняя штрафной удар, угодил в штангу, а затем через три минуты после подачи Коромана с углового бразилец Мойзес Пинейро попал в перекладину. В последние 10 минут у самарцев не реализовал выход один на один бразилец Леилтон, а на 85-й минуте после рикошета Андрей Каряка пробил с убойной позиции рядом со штангой. Исход матча решился в компенсированное время после контратаки «Терека»: Денис Клюев отдал результативный пас на Андрея Федькова, перебросившего мяч через Алексея Полякова.
Победа «Терека» позволила выступать ему в Кубке УЕФА, однако по соображениям безопасности матчи запретили проводить в Грозном. Изначально их перенесли во Владикавказ, а потом и в Москву: команда прошла только один раунд Кубка УЕФА, обыграв польский «Лех», а потом проиграла швейцарскому «Базелю». В городе Аргун Чеченской Республики одну из улиц назвали в честь Андрея Федькова, забившего единственный гол в матче.

## Отчёт о матче
| 29 мая 2004 16:00 MSK | \| Терек \| 1:0 Отчёт \| Крылья Советов \| \| Федьков 90+2′ \| Голы \| \| | Стадион: Локомотив, Москва Зрителей: 17 000 Судья: Николай Иванов (Санкт-Петербург) |
| Терек                 | 1:0 Отчёт                                                                 | Крылья Советов                                                                      |
| Федьков 90+2′         | Голы                                                                      |                                                                                     |

| Терек | Крылья Советов |

| Терек: |    |                   |     |     |
| |    |                   |     |     |
| В | 1  | Владимир Савченко |     |     |
| З | 2  | Александр Шмарко  |     |     |
| З | 3  | Дени Гайсумов     | 70' |     |
| З | 5  | Максим Боков      |     |     |
| З | 22 | Александр Липко   |     |     |
| П | 7  | Дмитрий Хомуха    |     |     |
| П | 8  | Владимир Скоков   |     | 79' |
| П | 15 | Виктор Булатов    | 49' |     |
| П | 17 | Денис Клюев       |     |     |
| Н | 9  | Андрей Федьков    |     |     |
| Н | 11 | Олег Терёхин      |     |     |
| Запасные: |    |                   |     |     |
| В | 31 | Сергей Кращенко   |     |     |
| З | 4  | Беслан Губилия    |     |     |
| З | 6  | Иво Тренчев       |     |     |
| З | 18 | Тимур Джабраилов  |     | 79' |
| П | 20 | Алексей Осипов    |     |     |
| П | 10 | Муса Мазаев       |     |     |
| Н | 24 | Магомед Адиев     |     |     |
| Тренер: |    |                   |     |     |
| Ваит Талгаев Главный судья: Николай Иванов (Санкт-Петербург) Помощники судьи: Николай Голубев (Санкт-Петербург) Владимир Бобык (Москва) Резервный судья: Юрий Баскаков (Москва) Делегат матча: Эдуард Лакомов (Азов) |    |                   |     |     |

| Крылья Советов: |    |                     |  |     |
|                 |    |                     |  |     |
| В               | 21 | Алексей Поляков     |  |     |
| З               | 4  | Патрик Овие         |  | 55' |
| З               | 6  | Мойзес              |  |     |
| З               | 28 | Александр Анюков    |  |     |
| З               | 50 | Рафаэл Шмитц        |  |     |
| З               | 55 | Денис Колодин       |  |     |
| П               | 5  | Андрей Каряка       |  |     |
| П               | 9  | Денис Ковба         |  |     |
| П               | 11 | Андрей Тихонов      |  | 41' |
| П               | 23 | Огнен Короман       |  | 83' |
| Н               | 32 | Робертас Пошкус     |  |     |
| Запасные:       |    |                     |  |     |
| В               | 1  | Александр Лавренцов |  |     |
| З               | 3  | Леилтон             |  | 83' |
| З               | 99 | Омари Тетрадзе      |  |     |
| П               | 7  | Антон Бобёр         |  |     |
| П               | 8  | Соуза               |  | 55' |
| Н               | 17 | Сергей Виноградов   |  | 41' |
| Н               | 10 | Катанья             |  |     |
| Тренер:         |    |                     |  |     |
| Гаджи Гаджиев   |    |                     |  |     |